# Józefa Wojtkowska
Józefa Wojtkowska (ur. 17 października 1924 w Radzieży w gminie Ołtusz, zm. 2010) – polska rolniczka, poseł na Sejm PRL VII kadencji.

## Życiorys
Uzyskała wykształcenie podstawowe. Prowadziła wraz z mężem indywidualne gospodarstwo rolne w Jabłonnie Średniej. Przez cztery kadencje zasiadała w Powiatowej Radzie Narodowej w Sokołowie Podlaskim, była też radną Gminnej Radzie Narodowej w Jabłonnie Lackiej. W 1964 przystąpiła do Zjednoczonego Stronnictwa Ludowego, w którym była wiceprezesem Gminnego Komitetu i prezesem koła w Jabłonnie. Była również założycielką Koła Gospodyń Wiejskich i Kółka Rolniczego, działała także w „Samopomocy Chłopskiej”. Była wieloletnią członkinią Gminnego, Powiatowego i Wojewódzkiego Komitetu Frontu Jedności Narodu. W 1976 uzyskała mandat posła na Sejm PRL w okręgu Siedlce. Zasiadała w Komisji Pracy i Spraw Socjalnych oraz w Komisji Zdrowia i Kultury Fizycznej.

## Odznaczenia
- Brązowy Krzyż Zasługi
- Złota odznaka „Za zasługi dla województwa warszawskiego”